# Andreja Rihter
Andreja Rihter (rojena Kočan), slovenska zgodovinarka, sociologinja, pedagoginja, kustodinja in političarka, * 25. avgust 1957, Celje.
Rihterjeva je bila ministrica za kulturo Republiko Slovenije med 30. novembrom 2000 in 19. decembrom 2004; do danes je edina, ki je opravljala dva mandata na tem položaju.

## Življenjepis
Leta 1981 je diplomirala na Filozofski fakulteti Univerze v Ljubljani iz zgodovine in sociologije.
Pozneje je poučevala na Gimnaziji Celje, nato pa se je zaposlila v takratnem Muzeju revolucije Celje, ki se je pozneje preimenoval v Muzej novejše zgodovine Celje. Leta 1986 je postala direktorica istega muzeja.

### Politika
Leta 2000 je vstopila v politiko in postala ministrica za kulturo Republike Slovenije. 1. junija 2006 je bila ponovno izvoljena za direktorico Muzeja novejše zgodovine Celje.

## Nagrade in priznanja
- 1996: Valvasorjevo priznanje za otroški muzej Hermanov brlog (Muzej novejše zgodovine v Celju; kot del ekipe)[2]
- 2001: Valvasorjevo priznanje za stalno razstavo Živeti v Celju (Muzej novejše zgodovine v Celju; kot del ekipe)[3]